# Chợ nổi Damnoen Saduak
Damonen Saduak (Tiếng Thái: ดำเนินสะดวก, phát âm như Đâm-nơn Sà-đuộc, nghĩa là Chợ di chuyển thuận tiện) là chợ nổi không họp trên sông mà họp trên các kênh rạch chằng chịt thuộc huyện Damnoen Saduak, tỉnh Ratchaburi cách Bangkok 105 km về phía Tây Nam. Đây được xem là ngôi chợ khá sầm uất và đa dạng hàng hóa. Chợ là địa điểm thu hút khách du lịch và là chợ du khách có thể mua hàng lưu niệm cũng như khám phá nét đẹp của cuộc sống người dân Thái trên kênh rạch rõ nét nhất.

## Lịch sử
Quay trở lại dòng lịch sử, du khách được biết đến chợ nổi Damnoen Saduak được xây dựng trên các kênh đào từ năm 1866 theo yêu cầu của quốc vương Thái. Khu chợ bắt đầu hoạt động vào năm 1967 và ngày nay nó phát triển, cuốn hút khách du lịch trên toàn thế giới. Chợ nổi hoạt động trên những kênh đào chằng chịt - nút giao thông khá quan trọng, giúp các thành phố liên lạc với nhau dễ dàng, người dân sống dọc các kênh đào thường dùng thuyền như phương tiện giao thông chính trong sinh hoạt.

## Đặc điểm
Chợ khá nhỏ nhưng trải dài vài chục km từ bến thuyền len lõi khắp các kênh rạch. Các lô đất ở đây dược phân lô và bày bán la liệt hàng hóa. Ghe sử dụng của cư dân địa phương chính là loại ghe vuông, bằng mũi và chiếc nón lá đặc trưng. Ở đây có tất cả mọi thứ để thu hút khách du lịch, từ hàng thủ công mỹ nghệ đến nông sản, trái cây, gia vị, hoa và ngay cả massage Thái cổ truyền tại chợ. Ngay cả trái cây cũng được bóc vỏ sẵn. Chợ còn là nơi bán hàng thủ công mỹ nghệ và hàng lưu niệm. Từ chiếc mặt nạ Thái, tượng boxing hay những chú voi bằng gỗ, quần áo may sẵn hay sản phẩm chế biến.
Theo hết con chợ sẽ là kênh rạch chằng chịt chảy ngang qua các cánh đồng trái cây như cam, quýt, bưởi,...
Chợ mang tính thương mại chủ yếu để phục vụ khách du lịch. Sự giao thương ở đây nhắm đến khách vãng lai là chính và sự can thiệp, "nhân tạo" của ngành du lịch Thái Lan khá đậm nét. 
Chợ nổi Thái Lan không có sự giao thương rộng lớn (bán sỉ) giữa các cư dân trong vùng; ít thấy cảnh giao nhận hàng mà chỉ là cuộc mua bán nhỏ, lẻ, trực tiếp với người "bên ngoài"và "khách du lịch", nên chợ cũng không nhóm từ khuya mà chỉ bắt đầu khi trời sáng.
Vì là chợ mang tính thương mại nên chợ không có cảnh trao đổi hàng hóa, vận chuyển hàng hóa hay các cây bẹo thường thấy ở chợ nổi ở Việt Nam mà thay vào đó là các bảng hiệu.

## Thời gian tham quan chợ

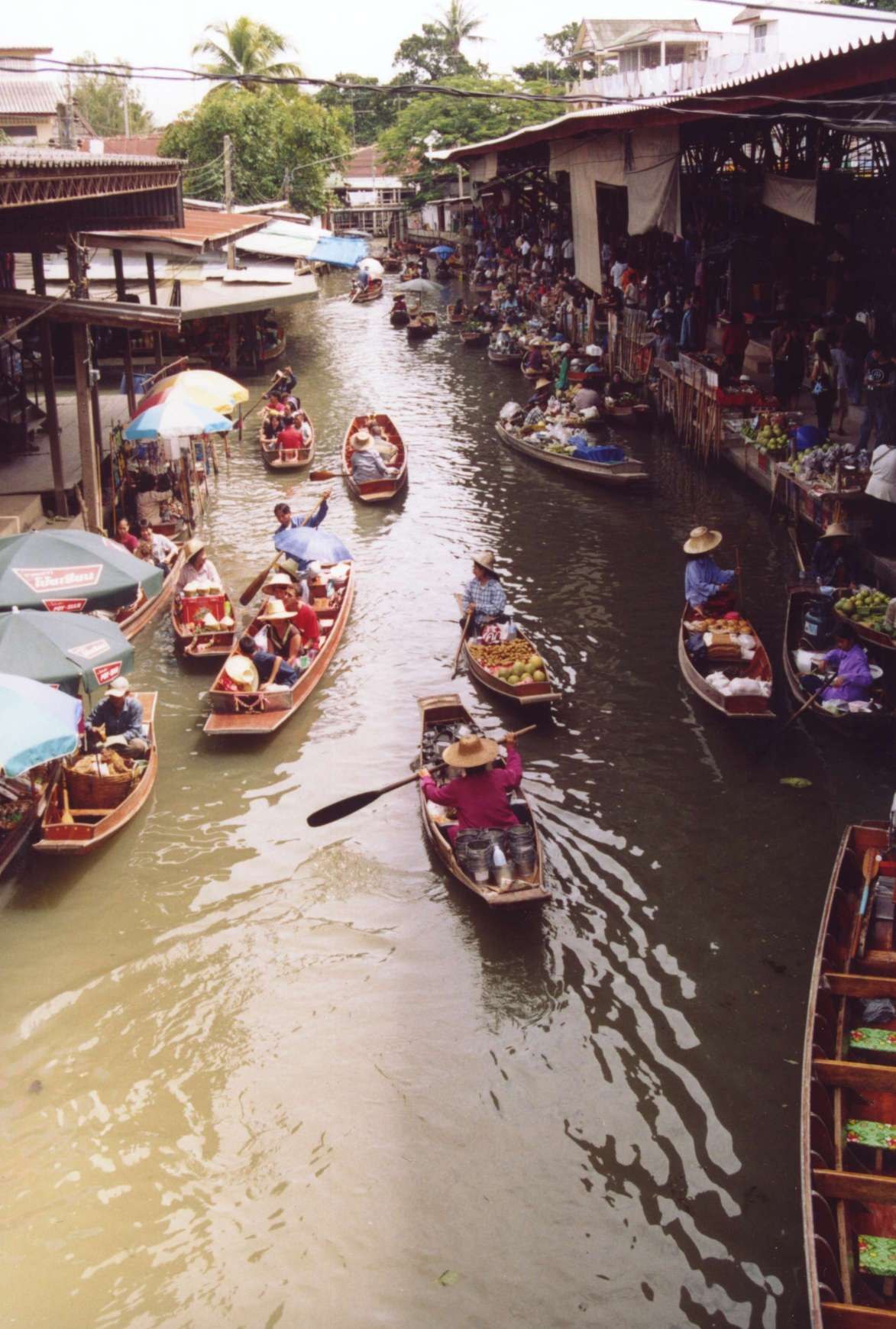
Cảnh chợ nổi Đâm-nơn Xà-đuộc

- Thời gian tốt nhất để tham quan chợ vào lúc sáng sớm.

## Giá vé
- Chương trình trọn gói: 1000 – 1300 Baht trọn gói.
- Chương trình nửa ngày chợ nổi; 500 Baht.
- Chương trình cả ngày 1.500 – 1.650 Baht cho tour chợ nổi, vườn hồng, xiếc rắn và bao gồm một bữa ăn trưa.
- Giá thuyền: 2000 Baht/một thuyền.

## Phương tiện và cơ sở lưu trú
- Xe bus: tuyến 78 và chuyến 996 từ bến xe phía Nam. Giá vé 80 Baht/khách.
- Khách sạn: đến chợ vào buổi tối hôm trước và nghỉ lại khách sạn Noknoi với giá 200-350 Baht/phòng/đêm.
- Thuê đò tại bến Sukhaphiban  với giá 150 – 200 Baht/1 giờ.